# Tapani Niku
Tapani Niku, né le 1er avril 1895 à Haapavesi et décédé le 6 avril 1989 à Lahti, est un fondeur finlandais.
Il a remporté la médaille de bronze olympique lors des Jeux olympiques d'hiver de 1924 à Chamonix en France dans l'épreuve du 18 km.

## Palmarès

### Jeux olympiques
- Médaillé de bronze sur 18 km aux Jeux olympiques d'hiver de 1924 à Chamonix ( France)